# Kawanishi J6K
Il Kawanishi J6K Jinpū 陣風 ("tempesta"?) era un caccia intercettore monomotore ad ala bassa sviluppato dall'azienda giapponese Kawanishi nei primi anni quaranta ma rimasto allo stadio progettuale.

## Storia del progetto
Nel tentativo di contrastare l'apparizione nel teatro operativo del Pacifico dei bombardieri pesanti Consolidated B-24 Liberator, e del previsto arrivo dei nuovi Boeing B-29 Superfortress e Consolidated B-32 Dominator, la Dai-Nippon Teikoku Kaigun Kōkū Hombu, il servizio aeronautico della Marina imperiale giapponese, emise una specifica, denominata 18 Shi Otsu B (18試 局地戦闘機 in giapponese), relativa ad un intercettore pesante monoposto, dotato di ampia autonomia, basato a terra. La specifica prevedeva un aereo dotato di una velocità massima di 665 km/h a 6 000 m, con armamento pesante, pari a due cannoni Type 5 calibro 30 mm. Per rispondere a questa specifica il servizio tecnico della Marina Imperiale lasciò ampia possibilità alle ditte concorrenti di adottare qualsiasi formula aeronautica e motorizzazione allora disponibile.
Verso la fine del 1943 l'ufficio tecnico della Kawanishi Kōkūki K.K., basandosi sul precedente progetto del caccia J3K1 (elaborato nel 1942 in risposta alla specifica 17 Shi), presentò una propria proposta designata Typo Ko/18 Shi. I tecnici della marina Imperiale esaminarono il progettato dell'aereo e, giudicandolo interessante, ne ordinarono lo sviluppo sotto la designazione J6K1 Jinpū. In quel periodo la ditta giapponese stava lavorando all'idrocaccia N1K1 Kyofu, da cui il proprio ufficio progetti estrapolò una versione terrestre, designata N1K1-J Shiden-Kai.
Il progetto dello J6K prevedeva un aereo molto più grande dello N1K1-J, monomotore, monoposto, a carrello di atterraggio retrattile. La scelta del propulsore cadde inizialmente sul radiale Nakajima Ha 43 Tipo 21, erogante la potenza di 1 700 CV, sostituito poi in sede di progettazione dal più potente Mitsubishi MK9A da 2 200 CV. La scelta definitiva fu il motore Nakajima NK6A Homare 42 erogante 2 200 CV al livello del mare, considerato più leggero ed affidabile. L'armamento previsto si basava su due cannoni Tipo 5 da 30 mm e due mitragliatrici Tipo 3 da 13,2 mm..

## Tecnica
Caccia monoplano ad ala bassa, di costruzione completamente metallica.
Il carrello di atterraggio era triciclo posteriore, con le gambe anteriori interamente retrattili, così come il ruotino di coda che era orientabile. Monoposto ad abitacolo chiuso da una capottina a goccia per migliorare la visibilità del pilota, riscaldato e dotato di radio ricetrasmittente.
Monomotore, dotato di motore radiale a doppia stella Nakajima NK6A Homare 42 a 18 cilindri, raffreddati ad aria, eroganti la potenza di 2 200 CV al livello del mare, ed azionante un'elica quadripala a velocità costante da 3,50 m di diametro. La potenza erogata in quota era di 2 030 CV a 1 000 m (3 100 giri/minuto), 1 800 CV a 5 000 m (3 100 giri/minuto), e 1 600 Cv a 10 000 m (3 100 giri/minuto). La capacità normale di carburante era pari a 830 litri, mentre quella massima era di 1 430 litri che poteva essere ulteriormente incrementata con l'uso di serbatoi supplementari, mentre quella del lubrificante per il motore era di 80 litri.
L'armamento si basava su due cannoni Tipo 5 da 30 mm (uno per ogni semiala) e due mitragliatrici Tipo 3 da 13,2 mm posizionate nella parte anteriore della fusoliera, dotate di un meccanismo di sincronizzazione, e sparanti attraverso le pale dell'elica. In alternativa si potevano installare quattro cannoni Tipo 2 Modello 99 da 20 mm, due per ogni semiala, e due mitragliatrici Tipo 3 da 13,2 mm.

## Impiego operativo
La progettazione in dettaglio venne terminata nel giugno del 1944, ed il progetto dell'aereo venne giudicato soddisfacente dai tecnici della Marina Imperiale che lo esaminarono. Nell'ottobre dello stesso anno la Dai-Nippon Teikoku Kaigun Kōkū Hombu preferì ordinare il più piccolo caccia N1K1-J Shiden-Kai, prodotto dalla stessa fabbrica, che durante i collaudi in volo aveva fatto registrare ottime prestazioni. Lo sviluppo dello J6K1 venne così annullato quando il primo prototipo era ormai pronto.
Nel 1945 lo Stato Maggiore della Marina Imperiale emise la specifica 20 Shi relativa ad un intercettore imbarcato. La ditta elaborò il precedente progetto, dotandolo di un motore Nakajima Homare 44 più leggero. la nuova versione assunse la denominazione J6K1-A (secondo altre fonti A8K1), ma il precipitare della situazione bellica e la scarsità di portaerei da cui operare, posero fine ad ogni ulteriore iniziativa.

## Versioni
- J6K1: designazione attribuita agli eventuali prototipi
- J6K1 Model 11: designazione attribuita agli eventuali esemplari di serie
- J6K1-A: prevista versione imbarcata, non realizzata

## Utilizzatori
Giappone
- Dai-Nippon Teikoku Kaigun Kōkū Hombu (previsto)